# Hâble d'Ault
Pour les articles homonymes, voir Ault.
Le Hâble d'Ault est une aire protégée du littoral picard située dans le département de la Somme (France) sur le territoire des communes de Cayeux-sur-Mer, Woignarue et Brutelles.

## Localisation
Le Hâble d'Ault se situe entre les falaises crayeuses d'Ault et la Baie de Somme. Il est inscrit à l'Inventaire du Patrimoine Culturel de Picardie.

## Toponymie
Les mots havre ou hable proviennent de Haben, Haffen, qui signifient port ou zone de refuge. 
Le Hâble d'Ault, qui se nommait auparavant le Hable d'Hautebut, servait en effet de refuge aux bateaux lorsque sa zone était encore reliée à la mer, quand Ault était un des plus grands centres de pêche du Nord de la France, c'est-à-dire jusqu'au milieu du XVIIIe siècle.

## Caractéristiques
Le site contient des prairies herbeuses, des marais, des pelouses graveleuses, des levées de galets et quelques fragments de dunes. 

Il abrite des espèces rares et protégées de la flore et de la faune, il est inscrit en Zone naturelle d'intérêt écologique, faunistique et floristique (Z.N.I.E.F.F.) sous le no 220 004 977.

## Formation et histoire du site

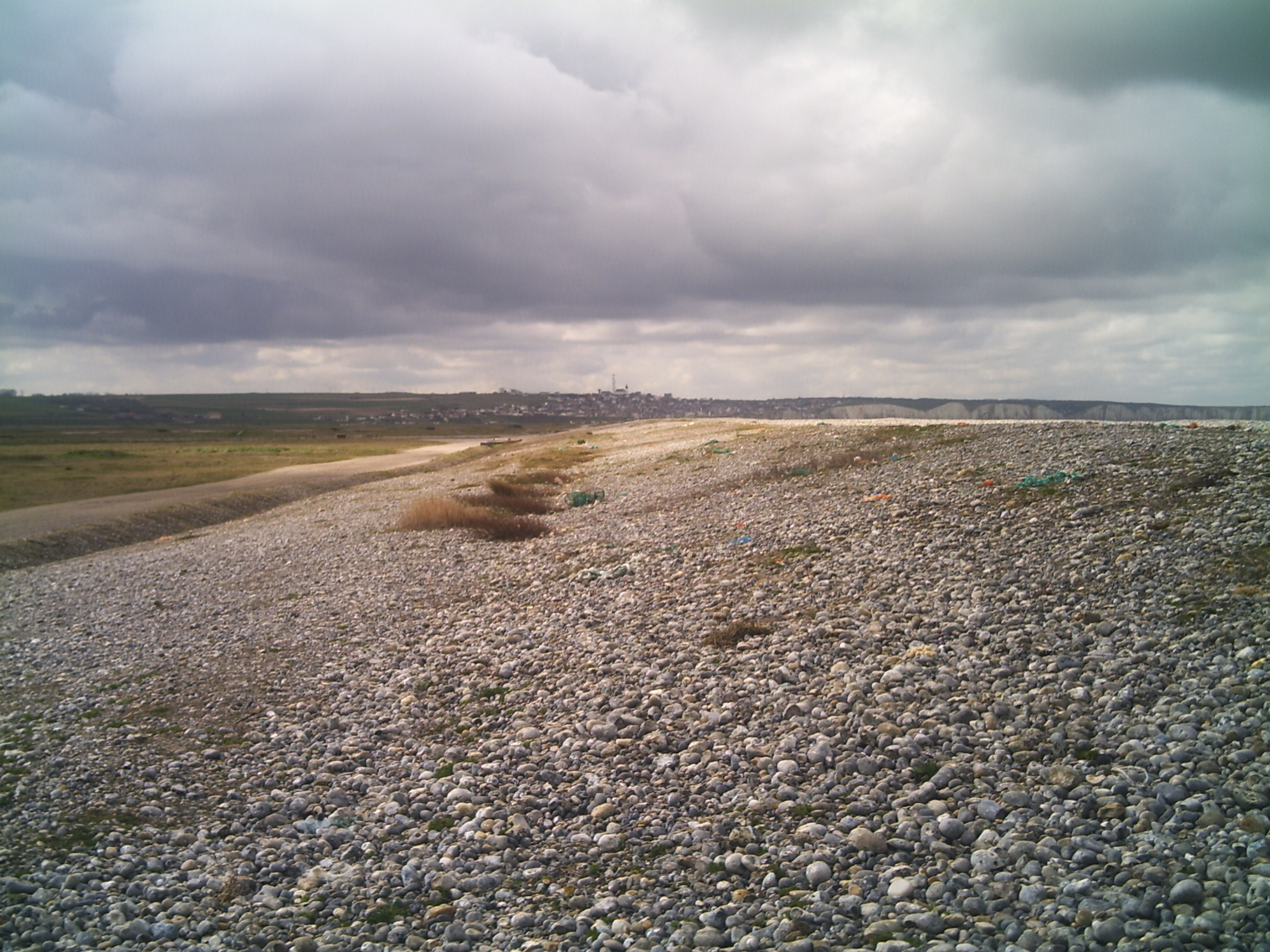
Digue de galets.

### Formation géologique
Au fil des transgressions et régressions marines (transgression flandrienne au Pré-Boréal (Holocène), régression au Sub-Boréal, éloignant les flots de la falaise vive au nord d'Ault, transgressions dunkerquiennes jusqu'au XIe siècle), se sont formés la falaise morte (Sub-Boréal), puis un cordon de galets issu de l'érosion des falaises du Pays de Caux jusqu'à Ault. 
À l'action de la mer et des vents, s'est ajoutée celle de la rivière.

### Les dépôts alluvionnaires
En effet le Hâble d'Ault est à la limite sud de l'ancienne baie de la Somme, beaucoup plus étendue qu'aujourd'hui à l'époque romaine puisqu'elle allait d'Ault au sud jusqu'à Quend au nord. À cette époque, elle comportait des îlots qui ont permis l'installation de quelques foyers, donnant naissance ensuite à des villages (Cayeux et Le Crotoy). Ces îlots ont ensuite été reliés les uns aux autres par les dépôts d'alluvions, réduisant ainsi la surface de la baie. Ainsi, un vaste espace s'est formé, composé des dépôts sédimentaires successifs.
Les pêcheurs profitaient de la marée basse pour y installer leurs filets.

### Le grand barrement duXVIIIesiècle
La digue de galets qui le séparait de la mer a été fermée au milieu du XVIIIe siècle (1750 à 1773 : le grand barrement) à des fins agricoles. Cette fermeture "concluait" les aménagements entrepris dès le XVIIe siècle avec la mise en place de nombreuses renclotures (enclos d'Onival, 1646, enclos de Woignarue, 1667, enclos de l'Enviette, 1750..) pour retirer aux Bas-Champs de Cayeux-sur-Mer tout caractère maritime. Ainsi naissait le Hâble d'Ault.

### La lutte contre la mer

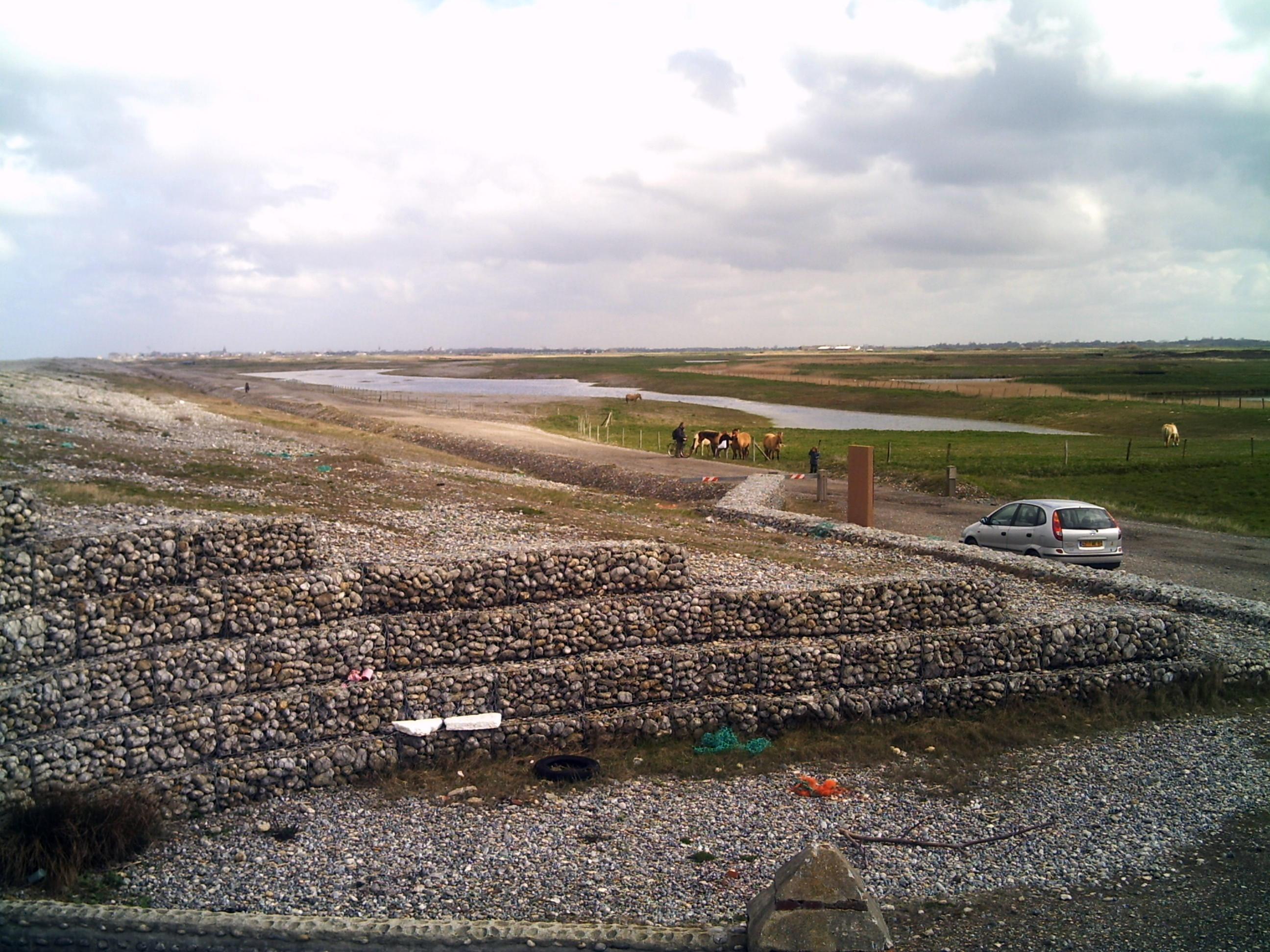
Le Hâble d'Ault.

En février 1990, la conjonction de marées importantes, d'une tempête de 4 jours et de forts vents d'ouest-sud-ouest, ont amené une inondation majeure de 3 000 ha des Bas-Champs. La mer, acculée derrière le cordon de galets, finit par se vidanger en emportant 100 m de cordon au niveau du Hâble d’Ault. Le cordon de galets a été renforcé par des épis (79 épis installés entre 1997 et 2002) pour protéger les Bas-Champs des attaques de la mer. Ces épis doivent être régulièrement (et souvent) rechargés en galets à cause du travail de sape de la mer, qui en 3 ans en emporte 450 000 m3 plus au nord. Les galets pour recharge sont donc récupérés plus au nord, vers Brighton (à 2 km au nord de Cayeux-sur-Mer), et ramenés sur les épis d'Onival et du Hâble d'Ault. Pour les seuls épis de Woignarue ce sont 30 000 m3 de galets qui doivent être fournis chaque année.

### Activités économiques
Diverses activités subsistent au Hâble d'Ault :
- l'élevage bovin ;
- l'élevage équin (cheval Henson) ;
- l'élevage ovin ;
- la polyculture ;
- des activités de loisirs comme la chasse au gibier d'eau, activité traditionnelle.

## La réserve de chasse et de faune sauvage du Hâble-d'Ault

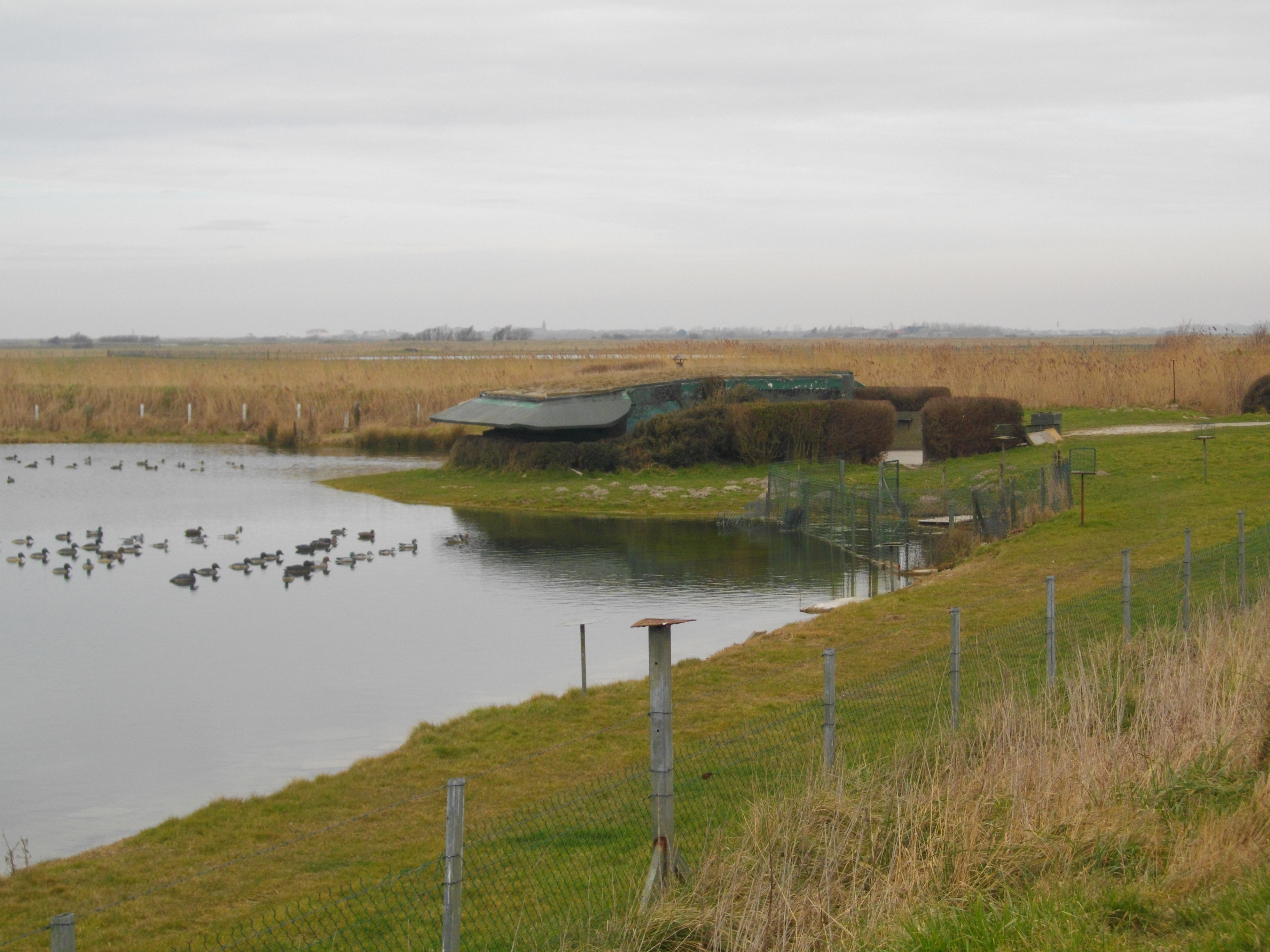
Une hutte de chasse au gibier d'eau

Cette zone humide protégée est un site unique pour les ornithologues. 
La réserve de chasse du Hâble-d'Ault et les marais et prairies contigus, ainsi que la Maison de la Baie de Somme et de l'Oiseau, sont réputés pour leur richesse ornithologique. 
On y a recensé 270 espèces au cours des deux derniers siècles. 

Le Groupe Ornithologique Picard (GOP) y fait des observations et comptages depuis quelques années.
Le Conservatoire du littoral a acquis, depuis 1986, plus de 100 ha de terrains dans cette zone, qui s'ajoute aux 62 ha de cette Réserve gérée par l'Office national de la chasse et de la faune sauvage (ONCFS). 
Mais avec les terrains communaux et privés, c'est une superficie de près de 750 ha qui est considérée comme "site naturel".

## Écologie
Pour beaucoup d'oiseaux d'eau qui empruntent le corridor des falaises du pays de Caux pour atteindre leur zone de nidification, le Hâble-d'Ault est leur première zone de halte migratoire. 

Cet espace désormais protégé de prairies, étangs et roselières, est devenu pour beaucoup d'espèces aviaires une zone d'hivernage et de reproduction.

### Faune

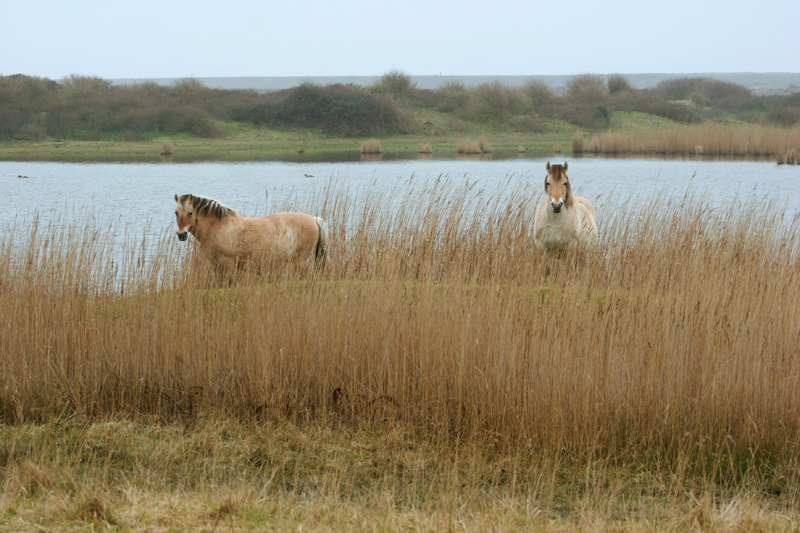
Chevaux Henson à Ault.

L'avifaune nicheuse y est riche. Pratiquement toutes les espèces d'anatidés nicheurs de France se reproduisent sur ce site : 
- canards colverts,
- canards souchets,
- cygnes tuberculés,
- fuligule milouins,
- fuligules morillons…
- nettes rousses,
- Oies cendrées,
- sarcelles d'été.

Des espèces de limicoles comme :
- l'avocette élégante,
- le grand Gravelot,
- le petit gravelot et
- le gravelot à collier interrompu s'y reproduisent, de même que
- l'échasse blanche plus ou moins régulièrement.

Les laridés nicheurs sont :
- la Mouette rieuse,
- la Mouette mélanocéphale et
- la Sterne caugek.

On y trouve aussi les :
- tariers pâtres,
- gorge-bleues,
- panures à moustaches...

Par ailleurs c'est une zone d'hivernage pour trois espèces de fuligules : 
- fuligules morillons,
- fuligules milouins et
- milouinan,

également pour trois espèces de plongeons, cinq espèces de grèbes, le bruant lapon, le bruant des neiges, la linotte à bec jaune, l'alouette hausse-col…
On y observe aussi :
- le butor étoilé,
- le busard des roseaux,
- la marouette ponctuée,
- le hibou des marais…

Les étangs abritent :
- l'Alyte accoucheur,
- le crapaud calamite,
- la rainette verte,
- le pélodyte ponctué,
- le triton crêté…[15]

### Flore
On y observe des espèces rares ou remarquables : 
- le Jonc à tiges comprimées (Juncus compressus)[16],
- le Chou marin (Crambe maritima),
- le Lotier corniculé (Lotus corniculatus),
- le Pavot cornu (Glaucium flavum)…

## Galerie

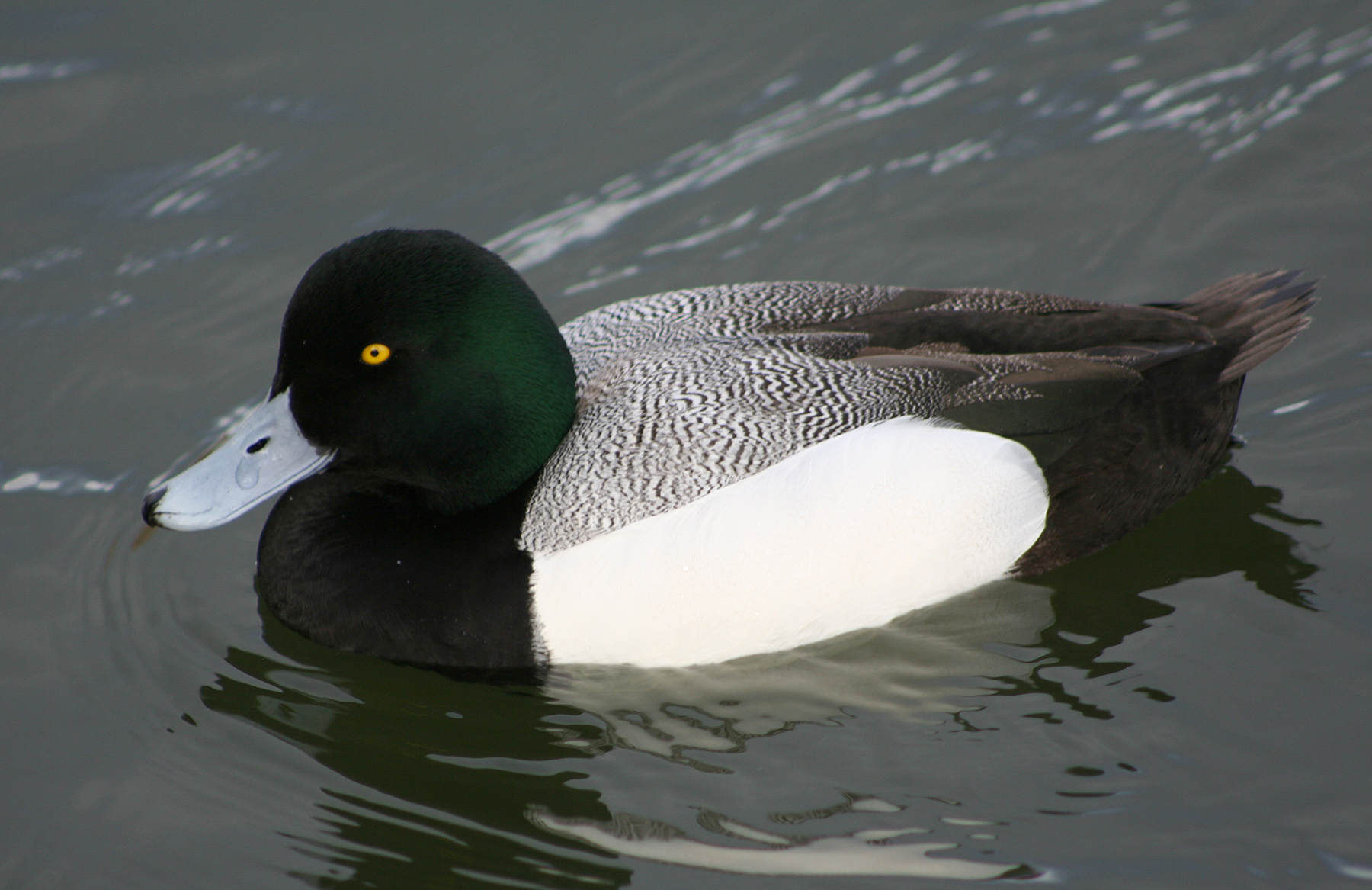
Fuligule milouinan mâle.
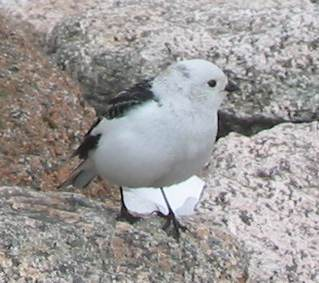
Bruant des neiges.
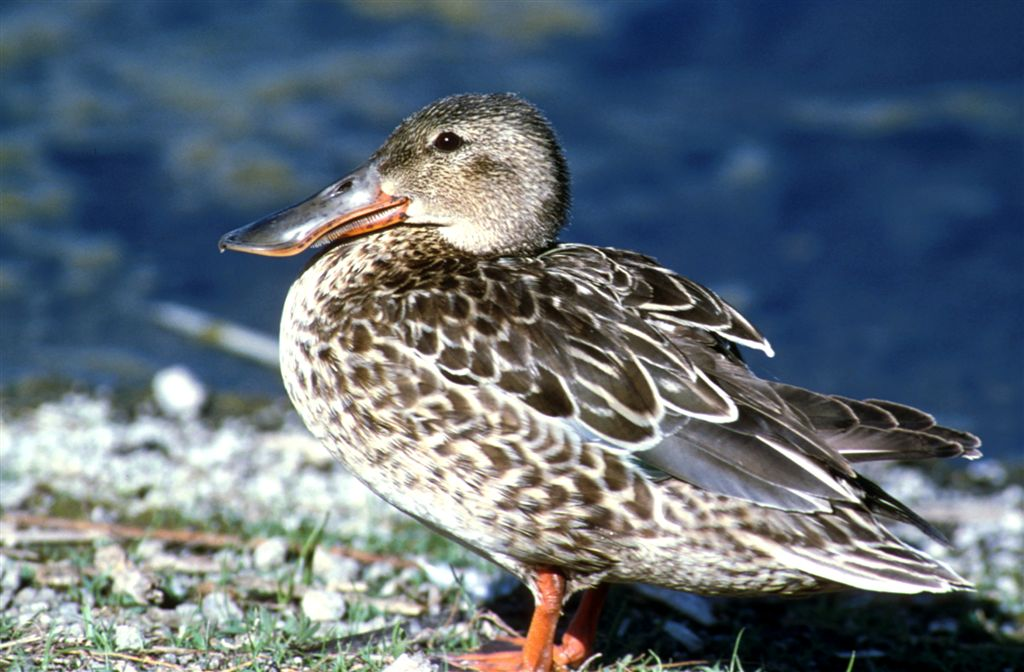
Canard souchet femelle.
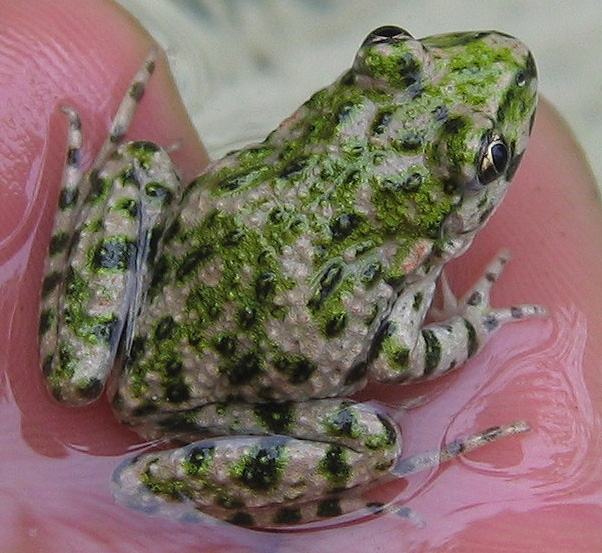
Pélodyte ponctué.
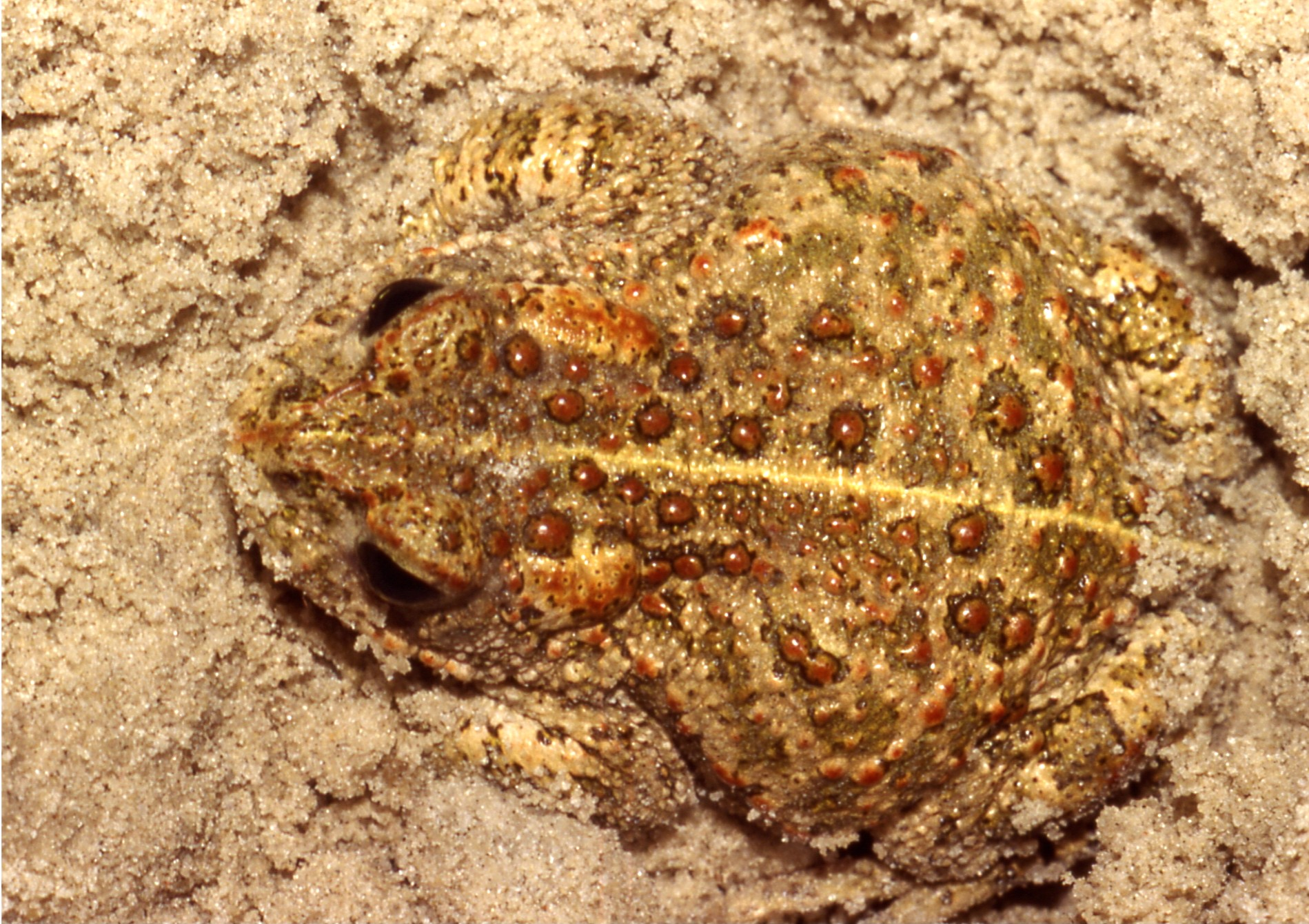
Crapaud calamite.
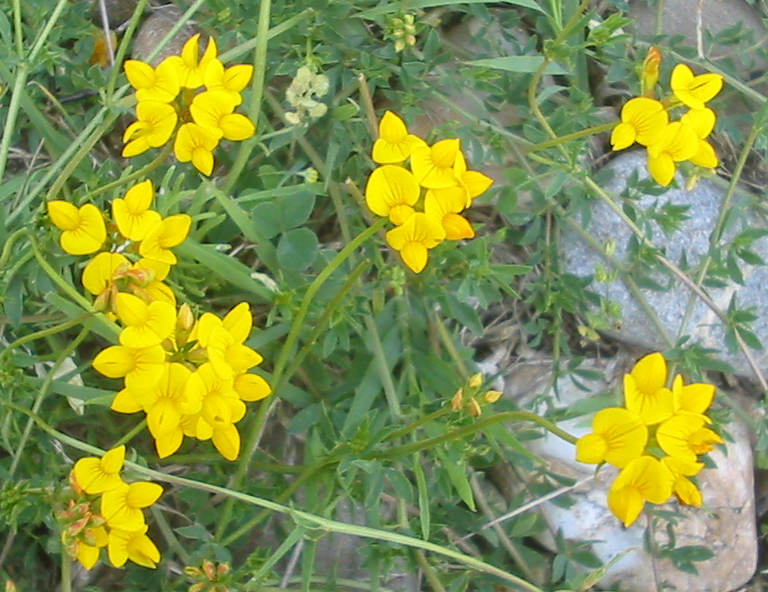
Lotier corniculé.

## Administration
La gestion du Hâble d'Ault a été confiée au Syndicat mixte pour l'aménagement de la côte picarde (SMACOPI), entité du Conseil général de la Somme, devenu depuis Syndicat Mixte Baie de Somme Grand Littoral Picard. 

### Partenaires et protection du site

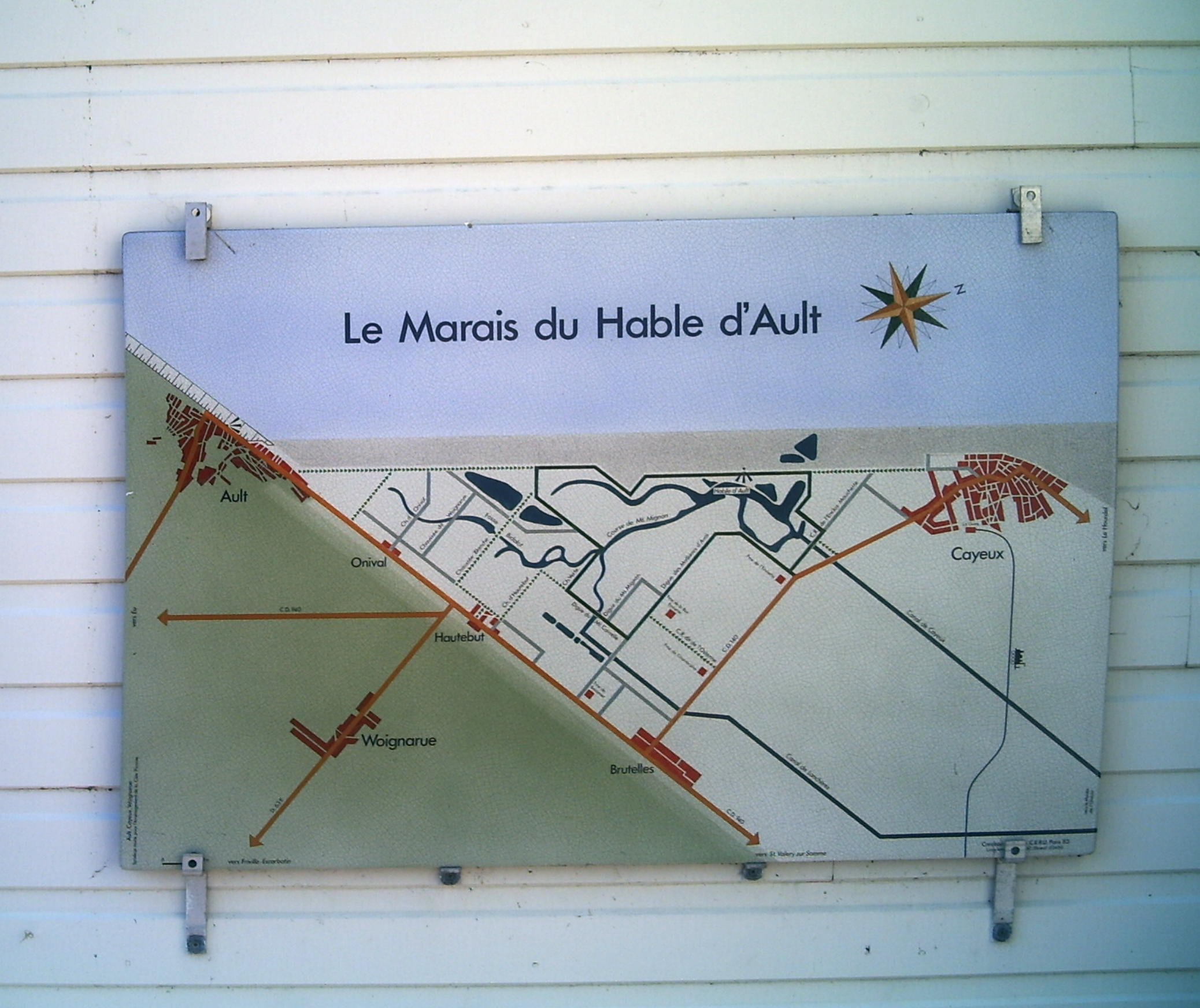
Panneau indicateur (Maison de l'Oiseau)

Le site est classé en ZSC depuis 2010. Appellation du site : Estuaires et littoral picards (baies de Somme et d'Authie). Code du site : FR2200346.
Dans le cadre de la convention de Ramsar sur les zones humides, le Hâble d'Ault est intégré dans le programme de la réserve naturelle de la Baie de Somme.

### Visite
Un chemin de 5 km longe la mer entre Cayeux-sur-Mer et Onival. Il permet d'observer de nombreux oiseaux tels que Cygne tuberculé, Courlis cendré, Oie cendrée, Tadorne de Belon… sur les étangs équipés de huttes pour la chasse au gibier d'eau. 

Une table d'orientation se trouve sur ce chemin, au niveau du lieu-dit de Hautebut.

## Pour approfondir